# Скандинавская ходьба

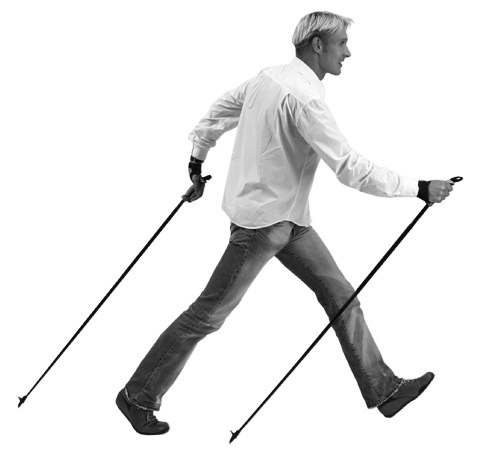
Марко Кантанева демонстрирует ходьбу с палками

Скандина́вская ходьба́ или северная ходьба (англ. Nordic walking — «северная ходьба», фин. sauvakävely — «ходьба с палками») — ходьба с палками, вид физической активности, в которой используются определённая методика занятия и техника ходьбы при помощи специально разработанных палок. 

В соответствии с Приказом Министерства спорта РФ №199 от 14 марта 2019 г. официальным наименованием данной дисциплины является "северная ходьба": 
2.4. Признать и включить следующие спортивные дисциплины: 
2.4.11. Вида спорта "спортивный туризм": 

"северная ходьба" с номером-кодом спортивной дисциплины 0840291811Л 
Некоторые считают её разновидностью фитнеса, иные — разновидностью спортивной ходьбы. В конце 1990-х годов стала популярна во многих странах мира.

## Происхождение
Появление ходьбы с палками можно отсчитывать с древних времён, когда пастухи и паломники использовали палки как подспорье в условиях сложного рельефа.
В лечебно-оздоровительных учреждениях палки также давно используются в лечебной физкультуре.
Более близкая к современному воплощению версия около 1940 года, связана с профессиональными лыжниками Финляндии, стремившимися поддерживать себя в форме вне лыжного сезона. Они догадались тренироваться без лыж, используя бег с лыжными палками.
Первенство описания ходьбы с палками как отдельного вида спорта оспаривается Маури Рэпо (статья «Hiihdon lajiosa» в 1979) и Марко Кантанева (статья «Sauvakävely» в 1997).
Принцип ходьбы с палками основывается на летних упражнениях лыжников и содержит первые описания движений, как их выполнять, анатомические и физиологические причины заниматься этим видом спорта, и какие палки для этого нужны.
В 1988 в США издание Exerstrider представило палки для ходьбы и описало технику ходьбы. У этого вида мало общего с современной ходьбой с палками, палки очень тяжёлые и напоминают треккинговые палки с простым ремнём для руки (позже и без ремня). Пришедшие из разных видов спорта (лыжи и альпинизм), эти виды принципиально отличаются техникой.
В 1997 году фирма Exel Oyj изготовила и выпустила на рынок первые палки для ходьбы. Термин Nordic Walking создан и стал известен, благодаря маркетингу Exel Oyj в 1999 году.
В конце 1997 года газета организовала первые курсы ходьбы с палками в разных частях Финляндии. В проект вложено 50 000 марок, все места заняты.
К концу 1998 года обучено около 2000 преподавателей-наставников, начался бум, перехлестнувшийся в другие страны.
В конце 1990-х ходьба с палками переросла в самостоятельный вид спорта. Позднее практика такой ходьбы проникла в Германию и Австрию под названием «nordic walking».
В 2000 году только эти 3 страны входили в Международную ассоциацию скандинавской ходьбы (INWA) со штаб-квартирой в финском городе Вантаа. Сейчас в эту организацию входят более 20 стран, а инструкторы проводят тренировки ещё в 40 странах.
Согласно исследованию 2004 года, сделанному Suomen Gallup и спортивным обществом Suomen Latu, в Финляндии было 770 000 занимающихся ходьбой с палками.

## Эффект от занятий
- Скандинавская ходьба активизирует не только мышцы ног, но и мышцы верхней части тела[11].
- Сжигает до 46% больше калорий, чем обычная ходьба[12].
- Улучшает работу сердца и лёгких, увеличивает пульс на 10—15 ударов в минуту по сравнению с обычной ходьбой[11].
- Помогает подниматься в гору[источник не указан 721 день].

## Снаряжение

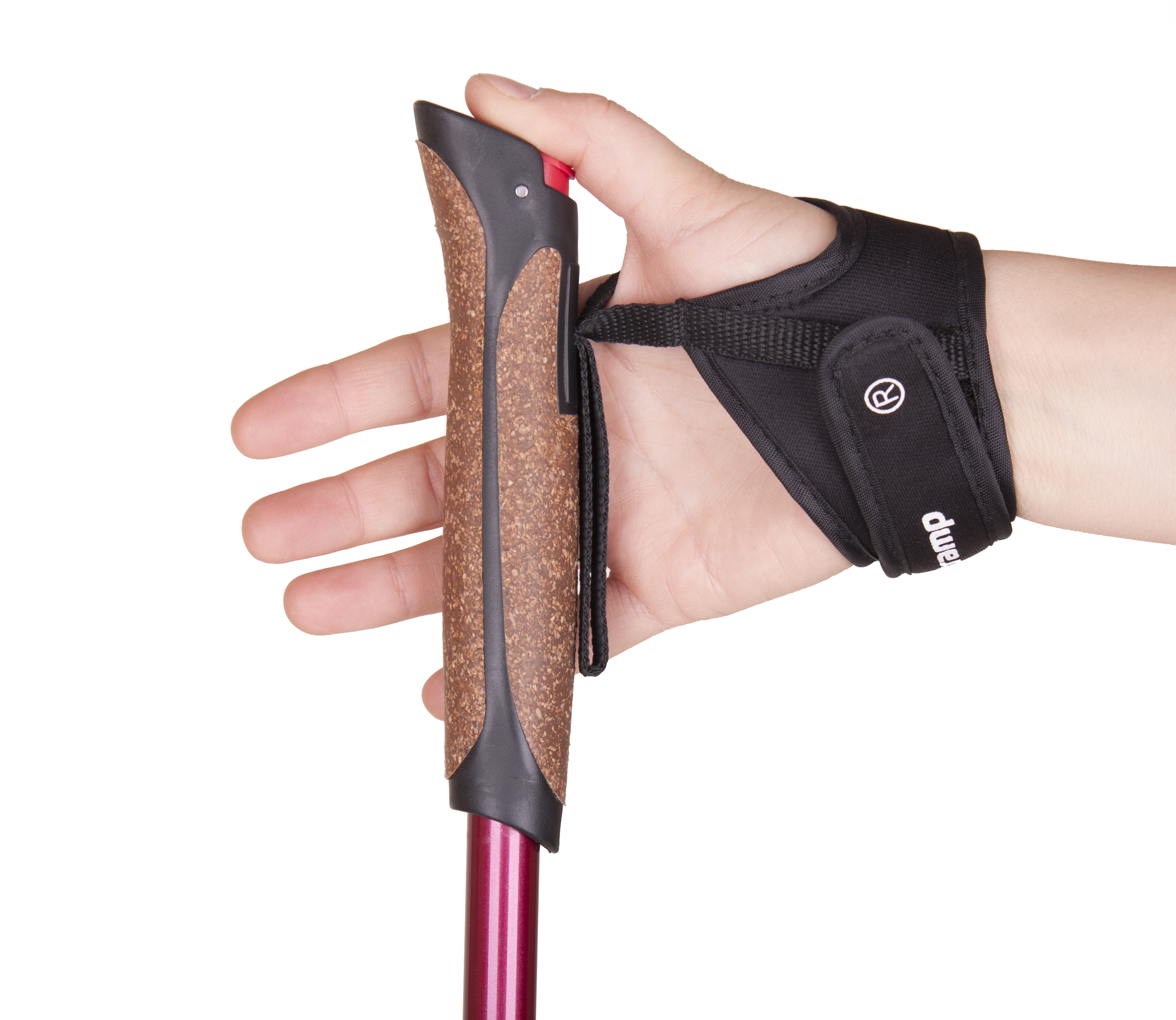
Рукоять и темляк (wrist strap) палок для скандинавской ходьбы

Для ходьбы с палками используются специальные палки, которые значительно короче классических лыжных.
Надо подобрать длину палок под себя, так как слишком короткие палки могут дать чрезмерную нагрузку на колени, щиколотку и спину.
Существует 2 вида палок, стандартные фиксированной длины и телескопические (с несколькими выдвижными сегментами-коленьями).
Отличительной особенностью палок для ходьбы является то, что в ручках закреплены ремешки, которые напоминают перчатки без пальцев. Это помогает отталкиваться, не сжимая ручку палки. В продаже встречаются так же палки под названием «темляк» (wrist strap).
Палки поставляются со сменным резиновым наконечником, который используют на твёрдой поверхности. По льду, снегу, тропинкам используют твёрдосплавный шип на самой палке. Палки обычно производятся из лёгких материалов (алюминия, углепластика, композиционных материалов). Особая обувь не нужна, хотя на рынке она представлена. Хорошо сидящие кроссовки любого типа замечательно подойдут.
Для увеличения нагрузки надевают[куда?] утяжелители, применяемые для занятий фитнесом.
Возможно использование мобильных устройств для отслеживания данных тренировки. Браслет для фитнеса поможет контролировать пройденное расстояние и сожжённые калории. Для контроля маршрута подойдет GPS-трекер, который можно приобрести как отдельное устройство или установить на смартфон. Пульсометр необходим для контроля частоты сердечных сокращений при заболеваниях сердечно-сосудистой системы или тяжёлой степени ожирения.

### Подбор палок
- Рукоять должна быть удобна и не натирать голую кисть руки
- Ремешок (он же темляк) типа «капкан» плотно поддерживает руку, чтобы не надо было сжимать рукоять, палка должна естественно двигаться с ходоком
- Хороший ремешок равномерно распределяет давление руки и не препятствует кровообращению кисти
- Палка должна быть лёгкой и прочной
- Твёрдосплавный шип на конце палки добавляет безопасности и срок службы, а резиновый наконечник смягчает удары при движении по асфальту
- Длина палки подбирается по формулам, в зависимости от подготовки ходока:
  - Для людей с невысоким темпом ходьбы или людей, восстанавливающихся после заболевания, травмы предпочтительна формула: рост человека × 0,66.
Например, рост 171 см × 0,66 = 112,86 (можно использовать палки 110 см)
  - Для более тренированных людей, любителей ходьбы средней интенсивности, подходит формула: рост человека × 0,68.
Например, рост 171 см × 0,68 = 116,28 (можно использовать палки 115 см)
  - Для спортсменов, любителей быстрого темпа ходьбы, подойдут палки, длина которых рассчитывается по формуле: рост человека × 0,70.
Например, рост 171 см × 0,70 = 119,7 (можно использовать палки 120 см)
- Телескопические палки позволяют точно подобрать длину палки в соответствии с ростом человека.

Телескопические палки для скандинавской ходьбы могут быть двух- или трёхсекционными. Двухсекционные палки, как правило, легче трёхсекционных за счёт использования трубок меньшего диаметра
Следование этим нехитрым правилам обеспечивает наиболее удобную и эффективную ходьбу.

## Техника скандинавской ходьбы
Движения рук, ног, бёдер и тела являются ритмичными и такими же, как в ходьбе. Противоположные (левая/правая) руки и ноги по очереди движутся вперёд и назад, как при ходьбе, но более интенсивно. Очень важно сразу найти правильный темп движения, чтобы почувствовать результаты тренировок. Величина замаха руками вперёд-назад определяет размер шагов. Короткие движения рук ограничивают движения бёдер и ног. Если движения рук и ног с большим замахом, то движения бёдер, грудной клетки, затылка-плеч тоже становятся больше, и нагрузка возрастает. Палка должна способствовать движению вперёд, то есть от неё нужно отталкиваться.

### Варианты скандинавской ходьбы
- Американский вариант. В США ходьба с палками более похожа на профессиональный спорт, более высокий темп ходьбы, напряжённый график тренировок. Палки, выпускаемые американскими компаниями для этого вида спорта, тяжелее, толще и прочнее лыжных[15].

## Организации

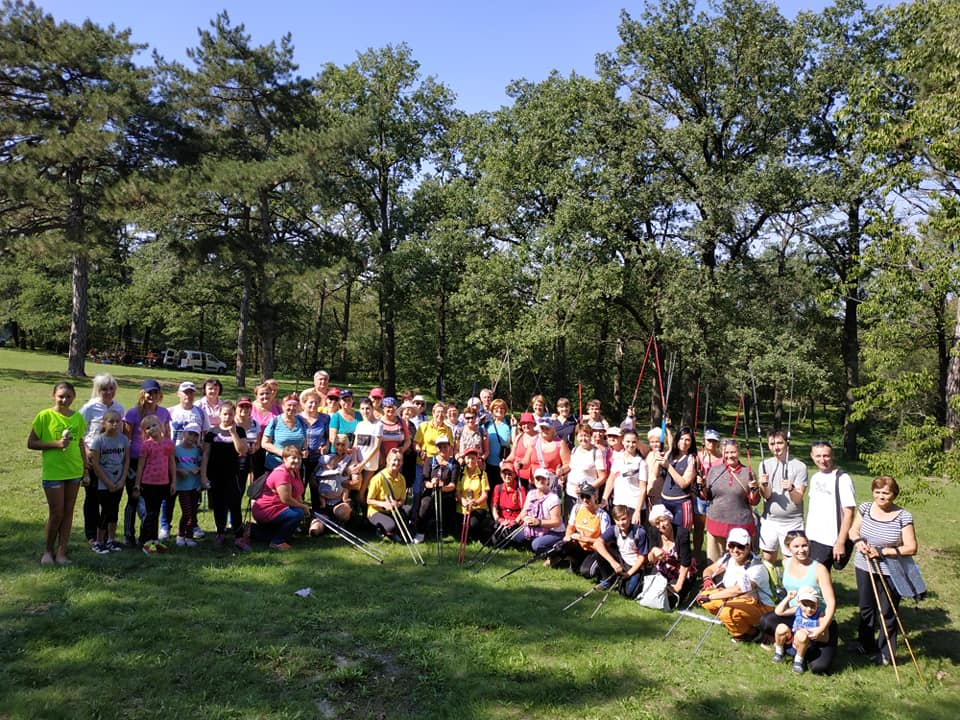
Участники из Мелитополя и Запорожья

Для продвижения спорта созданы многочисленные организации:
- World Original Nordic Walking Federation — ONWF[16]
- Международная федерация Скандинавской ходьбы — INWA. Основана в 2000 году[17]
  - Русская национальная ассоциация Скандинавской ходьбы — RNWA[18], представитель Международной федерации скандинавской ходьбы в России
- Российская Федерация Северной Ходьбы — РФСХ[19]
- (North) American Nordic Walking Association — ANWA[20]
- International Nordic Fitness Sports Association — INFO[21]